# La vida fabulosa
La vida fabulosa (en hangul, 더 패뷸러스) es una serie de televisión surcoreana dirigida por Kim Jung-hyun y protagonizada por Chae Soo-bin y Choi Min-ho. Estaba previsto su lanzamiento en la plataforma Netflix desde el 4 de noviembre de 2022, pero se decidió aplazarlo debido al periodo de luto en Corea del Sur por la tragedia de Halloween en Itaewon. El estreno se fijó finalmente para el 23 de diciembre del mismo año.

## Sinopsis
Cuatro amigos luchan por cumplir sus sueños dentro del competitivo mundo de la moda mientras lidian con trabajos exigentes, dilemas románticos y noches salvajes en la ciudad.

## Reparto

### Principal
- Chae Soo-bin como Pyo Ji-eun, gerente de Audrey, una agencia de promoción de marcas de lujo.[4][5]
- Choi Min-ho como Ji Woo-min, un fotógrafo independiente; amigo y exnovio de Ji-eun.[6][5]

### Secundario
- Park Hee-jung como Yeo Seon-ho, una modelo.
- Lee Sang-woon como Joseph, un diseñador de moda con una delicada sensibilidad artística.[7]

- Kim Min-kyu como Shim Do-young, un estudiante universitario que sueña con ser modelo.[8]
- Choi Hee-jin como Ahn Nam-hee, editora de una influyente revista de moda, una perfecta mujer de carrera.[9]
- Shin Dong-mi como Oh, directora de la agencia de relaciones públicas donde trabaja Ji-eun.[10]
- Lee Mi-do como Hong Ji-seon, una estilista de moda, la mejor del país, con la que se visten las principales celebridades nacionales.[11]
- Jeon Soo-kyung como Jang Ok-jin, la madre de Joseph, es una famosa actriz.[10]
- Choi Won-myung como Lee Nam-jin, exnovio de Ji-eun, experto en fusiones y adquisiciones que ahora dirige una marca de moda.[12]
- Lim Ki-hong como Thierry Henry, el diseñador jefe de la marca de lujo Erlane.[10]
- Lee Si-woo como Esther, la inteligente y leal asistente de Joseph.[13]
- Byun Jun-seo como Cho Kang-woo, un exmodelo que ahora es asistente de dirección del equipo de filmación de anuncios comerciales.[14]
- Kang Na-ru como Jung Hye-na, una exmodelo.[15]
- Jeon Shin-hwan como el Jefe Do, un fotógrafo famoso que dirige un estudio fotográfico y es el sénior de Woo-min.[16]
- Seo Soo-hee como JayD, una superestrella ídolo que tiene una gran influencia en el mundo de la moda.[17]

## Producción
La pareja protagonista de la serie fue anunciada el 18 de noviembre de 2021. El tráiler y el póster principal se hicieron públicos el 26 de octubre de 2022, pocos días antes de la conferencia de prensa de presentación.

## Estreno
La conferencia de prensa de presentación de la serie y el estreno estaban previstos para los días 2 y 4 de noviembre respectivamente, pero el 31 de octubre Netflix los suspendió a raíz de la tragedia de la fiesta de Halloween en Seúl el día 29. Se da la circunstancia de que la serie contiene algunas escenas en el capítulo 3 que muestran el ambiente de un festival de Halloween, e incluso el vídeo musical de presentación de la serie lanzado el día 28 incluía también una breve toma aérea del festival. Dichas escenas son imprescindibles en el desarrollo de la trama, por lo que no es posible eliminarlas.
El 30 de noviembre Netflix anunció el estreno para el 23 de diciembre.

## Crítica
Carmen Chin (NME) otorga a la serie tres estrellas de cinco, y señala como principal defecto «la representación queer estereotipada y las actuaciones rígidas» de algunos personajes. Destaca por el contrario la labor de Chae Soo-bin (con un personaje firme y confiado que considera «una bocanada de aire fresco» en su trayectoria) y de Choi Min-ho, que dada su experiencia como actor ídolo entra perfectamente en su personaje. La química entre ambos «es fácilmente el aspecto más emocionante de la serie, incluso si la progresión de su relación tiene sus momentos cliché». Se muestra más crítica con Park Hee-jung, a veces rígida e incómoda, pero considerando que es su debut le augura un futuro prometedor; y sobre todo con Lee Sang-un, penalizado por un personaje «que es predecible en el mejor de los casos y estereotipado en el peor», que deriva en una caricatura del grupo que representa.